# Скарифікація насіння
Скарифікація насіння (від лат. Scarifico — дряпати, надрізати) — поверхневе ушкодження твердих оболонок насіння конюшини, буркуну, люпину та інших рослин, у яких насіння має в оболонці важкопроникний для води палісадний шар клітин і тому повільно проростає, один з прийомів підготовки насіння до посіву.
Після скарифікації висіяне насіння краще вбирає воду, швидше набухає й проростає. Для скарифікація насіння застосовують машини — скарифікатори. Скарифікувати насіння можна також перетиранням з піском, залізною ошуркою та іншими матеріалами.
У домашніх умовах скарифікацію насіння можна провести в такий спосіб. Беруть високу скляну банку, дно та стінки вистеляють наждачним папером. Змішують насіння з крупнозернистим піском, засипають у банку, щільно закривають кришкою та трусять доти, доки оболонка не пошкодиться так, щоб вода могла швидко проникнути всередину насінин. Таким чином скарифікують насіння моркви, цибулі-чорнушки, баклажанів, кавунів. Вдаються до цього агрометоду безпосередньо перед сівбою. Скарифікація пришвидшує проростання тугорослого насіння на 3—7 днів.